# Proctacanthella robusta
Proctacanthella robusta är en tvåvingeart som beskrevs av Stanley Willard Bromley 1951. Proctacanthella robusta ingår i släktet Proctacanthella och familjen rovflugor. Inga underarter finns listade i Catalogue of Life.